# Najat Vallaud-Belkacem
Najat Vallaud-Belkacem (Beni Chiker, Marroc, 4 d'octubre de 1977) és una política i advocada francesa i marroquina socialista.

## Biografia
En 2007 va ser portaveu de Ségolène Royal per a les eleccions presidencials de 2007. Entre 2008 i 2014 va ser consellera general del cantó de Lió-XII. Posteriorment, va ser portaveu de François Hollande durant les presidencials de 2012. Va ocupar el càrrec de ministra dels Dret de les Dones i alhora portaveu del govern francès des del 17 de maig de 2012, quan el primer ministre Jean-Marc Ayrault formà el seu equip ministerial. Més tard, va ocupar els ministeris de Joventut i de la Ciutat durant el primer govern de Manuel Valls (2014) i d'Educació durant el segon (2014-2017).